# Danmark ved OL
Danmark er en af de 14 nationer, der deltog ved de første moderne lege i 1896 i Athen. Danmark har siden deltaget ved alle sommerlege undtaget Sommer-OL 1904 og alle vinterlege siden 1988. Herudover har Danmark deltaget fem gange i vinter-OL i perioden 1924-1984 (1948, 1952, 1960, 1964 og 1968). Danmarks eneste medalje ved vinterlegene kom i curling ved Vinter-OL 1998 i Nagano.

## Medaljeoversigt
I den efterfølgende oversigt ses antallet af medaljer, som danske sportsudøvere har vundet ved de olympiske sommerlege henholdsvis de olympiske vinterlege (1896-2024). Opgørelsen over medaljer er fordelt på karat (guld, sølv og bronze). Herudover fremgår det samlede antal medaljer og den samlede rang i forhold til vundne medaljer ved det pågældende lege.
| Danmarks medaljer under de olympiske sommerlege | Danmarks medaljer under de olympiske sommerlege | Danmarks medaljer under de olympiske sommerlege | Danmarks medaljer under de olympiske sommerlege | Danmarks medaljer under de olympiske sommerlege | Danmarks medaljer under de olympiske sommerlege |                             | Danmarks medaljer under de olympiske vinterlege | Danmarks medaljer under de olympiske vinterlege | Danmarks medaljer under de olympiske vinterlege | Danmarks medaljer under de olympiske vinterlege | Danmarks medaljer under de olympiske vinterlege | Danmarks medaljer under de olympiske vinterlege |
| Lege (år og sted)                               | Guld                                            | Sølv                                            | Bronze                                          | Totalt                                          | Rang                                            | Lege (år og sted)           | Guld                                            | Sølv                                            | Bronze                                          | Totalt                                          | Rang                                            |                                                 |
| 2024 Paris                                      | 2                                               | 2                                               | 5                                               | 9                                               | 29                                              | 2022 Beijing                | 0                                               | 0                                               | 0                                               | 0                                               | –                                               |                                                 |
| 2020 Tokyo                                      | 3                                               | 4                                               | 4                                               | 11                                              | 25                                              | 2018 Pyeongchang            | 0                                               | 0                                               | 0                                               | 0                                               | –                                               |                                                 |
| 2016 Rio                                        | 2                                               | 6                                               | 7                                               | 15                                              | 28                                              | 2014 Sotji                  | 0                                               | 0                                               | 0                                               | 0                                               | –                                               |                                                 |
| 2012 London                                     | 2                                               | 4                                               | 3                                               | 9                                               | 29                                              | 2010 Vancouver              | 0                                               | 0                                               | 0                                               | 0                                               | –                                               |                                                 |
| 2008 Beijing                                    | 2                                               | 2                                               | 3                                               | 7                                               | 30                                              | 2006 Torino                 | 0                                               | 0                                               | 0                                               | 0                                               | –                                               |                                                 |
| 2004 Athen                                      | 2                                               | 1                                               | 5                                               | 8                                               | 34                                              | 2002 Salt Lake City         | 0                                               | 0                                               | 0                                               | 0                                               | –                                               |                                                 |
| 2000 Sydney                                     | 2                                               | 3                                               | 1                                               | 6                                               | 30                                              | 1998 Nagano                 | 0                                               | 1                                               | 0                                               | 1                                               | 18                                              |                                                 |
| 1996 Atlanta                                    | 4                                               | 1                                               | 1                                               | 6                                               | 19                                              | 1994 Lillehammer            | 0                                               | 0                                               | 0                                               | 0                                               | –                                               |                                                 |
| 1992 Barcelona                                  | 1                                               | 1                                               | 4                                               | 6                                               | 30                                              | 1992 Albertville            | 0                                               | 0                                               | 0                                               | 0                                               | –                                               |                                                 |
| 1988 Seoul                                      | 2                                               | 1                                               | 1                                               | 4                                               | 23                                              | 1988 Calgary                | 0                                               | 0                                               | 0                                               | 0                                               | –                                               |                                                 |
| 1984 Los Angeles                                | 0                                               | 3                                               | 3                                               | 6                                               | 27                                              | 1984 Sarajevo               | Deltog ikke                                     | Deltog ikke                                     | Deltog ikke                                     | Deltog ikke                                     | Deltog ikke                                     |                                                 |
| 1980 Moskva                                     | 2                                               | 1                                               | 2                                               | 5                                               | 16                                              | 1980 Lake Placid            | Deltog ikke                                     | Deltog ikke                                     | Deltog ikke                                     | Deltog ikke                                     | Deltog ikke                                     |                                                 |
| 1976 Montréal                                   | 1                                               | 0                                               | 2                                               | 3                                               | 24                                              | 1976 Innsbruck              | Deltog ikke                                     | Deltog ikke                                     | Deltog ikke                                     | Deltog ikke                                     | Deltog ikke                                     |                                                 |
| 1972 München                                    | 1                                               | 0                                               | 0                                               | 1                                               | 25                                              | 1972 Sapporo                | Deltog ikke                                     | Deltog ikke                                     | Deltog ikke                                     | Deltog ikke                                     | Deltog ikke                                     |                                                 |
| 1968 Mexico by                                  | 1                                               | 4                                               | 3                                               | 8                                               | 22                                              | 1968 Grenoble               | 0                                               | 0                                               | 0                                               | 0                                               | –                                               |                                                 |
| 1964 Tokyo                                      | 2                                               | 1                                               | 3                                               | 6                                               | 18                                              | 1964 Innsbruck              | 0                                               | 0                                               | 0                                               | 0                                               | –                                               |                                                 |
| 1960 Rom                                        | 2                                               | 3                                               | 1                                               | 6                                               | 13                                              | 1960 Squaw Valley           | 0                                               | 0                                               | 0                                               | 0                                               | –                                               |                                                 |
| 1956 Melbourne/ Stockholm                       | 1                                               | 2                                               | 1                                               | 4                                               | 20                                              | 1956 Cortina d'Ampezzo      | Deltog ikke                                     | Deltog ikke                                     | Deltog ikke                                     | Deltog ikke                                     | Deltog ikke                                     |                                                 |
| 1952 Helsinki                                   | 2                                               | 1                                               | 3                                               | 6                                               | 15                                              | 1952 Oslo                   | 0                                               | 0                                               | 0                                               | 0                                               | –                                               |                                                 |
| 1948 London                                     | 5                                               | 7                                               | 8                                               | 20                                              | 10                                              | 1948 St. Moritz             | 0                                               | 0                                               | 0                                               | 0                                               | –                                               |                                                 |
| 1936 Berlin                                     | 0                                               | 2                                               | 3                                               | 5                                               | 23                                              | 1936 Garmisch-Partenkirchen | Deltog ikke                                     | Deltog ikke                                     | Deltog ikke                                     | Deltog ikke                                     | Deltog ikke                                     |                                                 |
| 1932 Los Angeles                                | 0                                               | 3                                               | 3                                               | 6                                               | 20                                              | 1932 Lake Placid            | Deltog ikke                                     | Deltog ikke                                     | Deltog ikke                                     | Deltog ikke                                     | Deltog ikke                                     |                                                 |
| 1928 Amsterdam                                  | 3                                               | 1                                               | 2                                               | 6                                               | 13                                              | 1928 St. Moritz             | Deltog ikke                                     | Deltog ikke                                     | Deltog ikke                                     | Deltog ikke                                     | Deltog ikke                                     |                                                 |
| 1924 Paris                                      | 2                                               | 5                                               | 2                                               | 9                                               | 12                                              | 1924 Chamonix               | Deltog ikke                                     | Deltog ikke                                     | Deltog ikke                                     | Deltog ikke                                     | Deltog ikke                                     |                                                 |
| 1920 Antwerpen                                  | 3                                               | 9                                               | 1                                               | 13                                              | 10                                              |                             |                                                 |                                                 |                                                 |                                                 |                                                 |                                                 |
| 1912 Stockholm                                  | 1                                               | 6                                               | 5                                               | 12                                              | 14                                              |                             |                                                 |                                                 |                                                 |                                                 |                                                 |                                                 |
| 1908 London                                     | 0                                               | 2                                               | 3                                               | 5                                               | 16                                              |                             |                                                 |                                                 |                                                 |                                                 |                                                 |                                                 |
| 1904 St. Louis                                  | Deltog ikke                                     | Deltog ikke                                     | Deltog ikke                                     | Deltog ikke                                     | Deltog ikke                                     |                             |                                                 |                                                 |                                                 |                                                 |                                                 |                                                 |
| 1900 Paris                                      | 1                                               | 3                                               | 2                                               | 6                                               | 10                                              |                             |                                                 |                                                 |                                                 |                                                 |                                                 |                                                 |
| 1896 Athen                                      | 1                                               | 2                                               | 3                                               | 6                                               | 9                                               |                             |                                                 |                                                 |                                                 |                                                 |                                                 |                                                 |
| Totalt                                          | 50                                              | 80                                              | 84                                              | 214                                             | –                                               | Totalt                      | 0                                               | 1                                               | 0                                               | 1                                               | –                                               |                                                 |

## Danske OL-medaljevindere
Oversigter i OL-medaljevindere fra Danmark viser de danske medaljevindere fra OL fordelt på sportsgrene.
Nedenfor følger oversigter over de danske sportsudøveres resultater fra sommer-OL i årene 2004-2024. De er fordelt på medaljernes karat (guld, sølv, bronze), sportsgren og disciplin.

### Sommer-OL i Paris 2024
| Niklas Landin Jacobsen |  | Rasmus Lauge      |  |  |
| Magnus Landin Jacobsen |  | Thomas Arnoldsen  |  |  |
| Emil Jakobsen          |  | Simon Pytlick     |  |  |
| Simon Hald             |  | Emil Nielsen      |  |  |
| Magnus Saugstrup       |  | Niclas Kirkeløkke |  |  |
| Henrik Møllgaard       |  | Hans Lindberg     |  |  |
| Mikkel Hansen          |  | Mathias Gidsel    |  |  |

| Louise Burgaard   |  | Rikke Iversen      |  |  |
| Helena Elver      |  | Sarah Iversen      |  |  |
| Emma Friis        |  | Michala Møller     |  |  |
| Anne Mette Hansen |  | Kristina Jørgensen |  |  |
| Line Haugsted     |  | Mette Tranborg     |  |  |
| Kathrine Heindahl |  | Althea Reinhardt   |  |  |
| Mie Højlund       |  | Sandra Toft        |  |  |

### Sommer-OL i Tokyo 2020
| Danske medaljevindere ved sommer-OL i 2020 fordelt på medalje (karat), sportsgren og disciplin | Danske medaljevindere ved sommer-OL i 2020 fordelt på medalje (karat), sportsgren og disciplin | Danske medaljevindere ved sommer-OL i 2020 fordelt på medalje (karat), sportsgren og disciplin | Danske medaljevindere ved sommer-OL i 2020 fordelt på medalje (karat), sportsgren og disciplin | Danske medaljevindere ved sommer-OL i 2020 fordelt på medalje (karat), sportsgren og disciplin |
| Medalje                                                                                        | Navn(e) | Lege                                                                                           | Sport                                                                                          | Disciplin                                                                                      |
| ---------------------------------------------------------------------------------------------- | --- | ---------------------------------------------------------------------------------------------- | ---------------------------------------------------------------------------------------------- | ---------------------------------------------------------------------------------------------- |
| Guld                                                                                           | Viktor Axelsen | 2020 Tokyo                                                                                     | Badminton                                                                                      | Herresingle                                                                                    |
| Guld                                                                                           | Lasse Norman Hansen Michael Mørkøv | 2020 Tokyo                                                                                     | Banecykling                                                                                    | Parløb (Madison), herrer                                                                       |
| Guld                                                                                           | Anne-Marie Rindom | 2020 Tokyo                                                                                     | Sejlsport                                                                                      | Laser Radial                                                                                   |
| Sølv                                                                                           | Amalie Dideriksen Julie Leth | 2020 Tokyo                                                                                     | Banecykling                                                                                    | Parløb (Madison), damer                                                                        |
| Sølv                                                                                           | Lasse Norman Hansen Niklas Larsen Frederik Rodenberg Tobias Lund | 2020 Tokyo                                                                                     | Banecykling                                                                                    | 4000 m Holdforfølgelse, herrer                                                                 |
| Sølv                                                                                           | Herrehåndboldlandsholdet \| Niklas Landin Jacobsen \| \| Kevin Møller \| \| \| \| Magnus Landin Jacobsen \| \| Lasse Svan Hansen \| \| \| \| Emil Jakobsen \| \| Jóhan Hansen \| \| \| \| Mads Mensah Larsen \| \| Morten Olsen \| \| \| \| Magnus Saugstrup \| \| Henrik Toft Hansen \| \| \| \| Henrik Møllgaard \| \| Mathias Gidsel \| \| \| \| Mikkel Hansen \| \| Lasse Andersson \| \| \| \| Jacob Holm \| \| \| \| \| | 2020 Tokyo                                                                                     | Håndbold                                                                                       | Håndbold, herrer                                                                               |
| Sølv                                                                                           | Jesper Hansen | 2020 Tokyo                                                                                     | Skydning                                                                                       | Skeet skydning, herrer                                                                         |
| Bronze                                                                                         | Emma Aastrand Jørgensen | 2020 Tokyo                                                                                     | Kajak                                                                                          | K1 200 m, damer                                                                                |
| Bronze                                                                                         | Emma Aastrand Jørgensen | 2020 Tokyo                                                                                     | Kajak                                                                                          | K1 500 m, damer                                                                                |
| Bronze                                                                                         | Frederic Vystavel Joachim Sutton | 2020 Tokyo                                                                                     | Roning                                                                                         | Toer uden styrmand, herrer                                                                     |
| Bronze                                                                                         | Pernille Blume | 2020 Tokyo                                                                                     | Svømning                                                                                       | 50 m fri, damer                                                                                |
| Niklas Landin Jacobsen                                                                         | | Kevin Møller                                                                                   |                                                                                                |                                                                                                |
| Magnus Landin Jacobsen                                                                         | | Lasse Svan Hansen                                                                              |                                                                                                |                                                                                                |
| Emil Jakobsen                                                                                  | | Jóhan Hansen                                                                                   |                                                                                                |                                                                                                |
| Mads Mensah Larsen                                                                             | | Morten Olsen                                                                                   |                                                                                                |                                                                                                |
| Magnus Saugstrup                                                                               | | Henrik Toft Hansen                                                                             |                                                                                                |                                                                                                |
| Henrik Møllgaard                                                                               | | Mathias Gidsel                                                                                 |                                                                                                |                                                                                                |
| Mikkel Hansen                                                                                  | | Lasse Andersson                                                                                |                                                                                                |                                                                                                |
| Jacob Holm                                                                                     | |                                                                                                |                                                                                                |                                                                                                |

### Sommer-OL i Rio 2016
| Danske medaljevindere ved sommer-OL i 2016 fordelt på medalje (karat), sportsgren og disciplin | Danske medaljevindere ved sommer-OL i 2016 fordelt på medalje (karat), sportsgren og disciplin | Danske medaljevindere ved sommer-OL i 2016 fordelt på medalje (karat), sportsgren og disciplin | Danske medaljevindere ved sommer-OL i 2016 fordelt på medalje (karat), sportsgren og disciplin | Danske medaljevindere ved sommer-OL i 2016 fordelt på medalje (karat), sportsgren og disciplin |
| Medalje                                                                                        | Navn(e) | Lege                                                                                           | Sport                                                                                          | Disciplin                                                                                      |
| ---------------------------------------------------------------------------------------------- | --- | ---------------------------------------------------------------------------------------------- | ---------------------------------------------------------------------------------------------- | ---------------------------------------------------------------------------------------------- |
| Guld                                                                                           | Pernille Blume | 2016 Rio                                                                                       | Svømning                                                                                       | 50 m fri, damer                                                                                |
| Guld                                                                                           | Herrehåndboldlandsholdet \| Niklas Landin \| \| Jannick Green \| \| \| \| Morten Olsen \| \| Mads Mensah Larsen \| \| \| \| Mikkel Hansen \| \| Michael Damgaard \| \| \| \| Henrik Møllgaard \| \| Jesper Nøddesbo \| \| \| \| René Toft Hansen \| \| Henrik Toft Hansen \| \| \| \| Lasse Svan Hansen \| \| Casper U. Mortensen \| \| \| \| Kasper Søndergaard \| \| Mads Christiansen \| \| \| | 2016 Rio                                                                                       | Håndbold                                                                                       | Håndbold, herrer                                                                               |
| Sølv                                                                                           | Jakob Fuglsang | 2016 Rio                                                                                       | Cykling                                                                                        | Linjeløb, herrer                                                                               |
| Sølv                                                                                           | Kasper Winther Jørgensen Jacob Barsøe Jacob Søgaard Larsen Morten Jørgensen | 2016 Rio                                                                                       | Roning                                                                                         | Letvægtsfirer, herrer                                                                          |
| Sølv                                                                                           | Mark O. Madsen | 2016 Rio                                                                                       | Brydning                                                                                       | 75 kg græsk-romersk stil, herrer                                                               |
| Sølv                                                                                           | Emma Aastrand Jørgensen | 2016 Rio                                                                                       | Kajak                                                                                          | K1 500 m, damer                                                                                |
| Sølv                                                                                           | Christinna Pedersen Kamilla Rytter Juhl | 2016 Rio                                                                                       | Badminton                                                                                      | Damedouble                                                                                     |
| Sølv                                                                                           | Sara Slott Petersen | 2016 Rio                                                                                       | Atletik                                                                                        | 400 m hækkeløb, damer                                                                          |
| Bronze                                                                                         | Anne Dsane Andersen Lærke Berg Rasmussen | 2016 Rio                                                                                       | Roning                                                                                         | Toer uden styrmand, damer                                                                      |
| Bronze                                                                                         | Lasse Norman Hansen Niklas Larsen Frederik Madsen Casper von Folsach Rasmus Quaade | 2016 Rio                                                                                       | Cykelsport                                                                                     | Holdforfølgelse, herrer                                                                        |
| Bronze                                                                                         | Mie Ø. Nielsen Rikke Møller Pedersen Jeanette Ottesen Pernille Blume | 2016 Rio                                                                                       | Svømning                                                                                       | 4x100 m medley, damer                                                                          |
| Bronze                                                                                         | Lasse Norman Hansen | 2016 Rio                                                                                       | Cykelsport                                                                                     | Omnium, herrer                                                                                 |
| Bronze                                                                                         | Anne-Marie Rindom | 2016 Rio                                                                                       | Sejlsport                                                                                      | Laser Radial, damer                                                                            |
| Bronze                                                                                         | Jena Mai Hansen Katja Salskov-Iversen | 2016 Rio                                                                                       | Sejlsport                                                                                      | 49erFX                                                                                         |
| Bronze                                                                                         | Viktor Axelsen | 2016 Rio                                                                                       | Badminton                                                                                      | Herresingle                                                                                    |
| Niklas Landin                                                                                  | | Jannick Green                                                                                  |                                                                                                |                                                                                                |
| Morten Olsen                                                                                   | | Mads Mensah Larsen                                                                             |                                                                                                |                                                                                                |
| Mikkel Hansen                                                                                  | | Michael Damgaard                                                                               |                                                                                                |                                                                                                |
| Henrik Møllgaard                                                                               | | Jesper Nøddesbo                                                                                |                                                                                                |                                                                                                |
| René Toft Hansen                                                                               | | Henrik Toft Hansen                                                                             |                                                                                                |                                                                                                |
| Lasse Svan Hansen                                                                              | | Casper U. Mortensen                                                                            |                                                                                                |                                                                                                |
| Kasper Søndergaard                                                                             | | Mads Christiansen                                                                              |                                                                                                |                                                                                                |

### Sommer-OL i London 2012
| Danske medaljevindere ved sommer-OL i 2012 fordelt på medalje (karat), sportsgren og disciplin | Danske medaljevindere ved sommer-OL i 2012 fordelt på medalje (karat), sportsgren og disciplin | Danske medaljevindere ved sommer-OL i 2012 fordelt på medalje (karat), sportsgren og disciplin | Danske medaljevindere ved sommer-OL i 2012 fordelt på medalje (karat), sportsgren og disciplin | Danske medaljevindere ved sommer-OL i 2012 fordelt på medalje (karat), sportsgren og disciplin |
| Medalje                                                                                        | Navn(e)                                                                                        | Lege                                                                                           | Sport                                                                                          | Disciplin                                                                                      |
| ---------------------------------------------------------------------------------------------- | ---------------------------------------------------------------------------------------------- | ---------------------------------------------------------------------------------------------- | ---------------------------------------------------------------------------------------------- | ---------------------------------------------------------------------------------------------- |
| Guld                                                                                           | Rasmus Quist Hansen Mads Reinholdt Rasmussen                                                   | 2012 London                                                                                    | Roning                                                                                         | Mændenes doublesculler                                                                         |
| Guld                                                                                           | Lasse Norman Hansen                                                                            | 2012 London                                                                                    | Banecykling                                                                                    | Omnium banecykling                                                                             |
| Sølv                                                                                           | Anders Golding                                                                                 | 2012 London                                                                                    | Skydning                                                                                       | Mændenes skeetskydning                                                                         |
| Sølv                                                                                           | Fie Udby Erichsen                                                                              | 2012 London                                                                                    | Roning                                                                                         | Kvindernes singlesculler                                                                       |
| Sølv                                                                                           | Jonas Høgh-Christensen                                                                         | 2012 London                                                                                    | Sejlsport                                                                                      | Mændenes finnjolle                                                                             |
| Sølv                                                                                           | Mathias Boe Carsten Mogensen                                                                   | 2012 London                                                                                    | Badminton                                                                                      | Herredouble                                                                                    |
| Bronze                                                                                         | Kasper Winther Jørgensen Morten Jørgensen Jacob Barsøe Eskild Ebbesen                          | 2012 London                                                                                    | Roning                                                                                         | Mændenes letvægtsfirer                                                                         |
| Bronze                                                                                         | Joachim Fischer Christinna Pedersen                                                            | 2012 London                                                                                    | Badminton                                                                                      | Mixeddouble                                                                                    |
| Bronze                                                                                         | Allan Nørregaard Peter Lang                                                                    | 2012 London                                                                                    | Sejlsport                                                                                      | 49er                                                                                           |

### Sommer-OL i Beijing 2008
| Danske medaljevindere ved sommer-OL i 2008 fordelt på medalje (karat), sportsgren og disciplin | Danske medaljevindere ved sommer-OL i 2008 fordelt på medalje (karat), sportsgren og disciplin | Danske medaljevindere ved sommer-OL i 2008 fordelt på medalje (karat), sportsgren og disciplin | Danske medaljevindere ved sommer-OL i 2008 fordelt på medalje (karat), sportsgren og disciplin | Danske medaljevindere ved sommer-OL i 2008 fordelt på medalje (karat), sportsgren og disciplin |
| Medalje                                                                                        | Navn(e)                                                                                        | Lege                                                                                           | Sport                                                                                          | Disciplin                                                                                      |
| ---------------------------------------------------------------------------------------------- | ---------------------------------------------------------------------------------------------- | ---------------------------------------------------------------------------------------------- | ---------------------------------------------------------------------------------------------- | ---------------------------------------------------------------------------------------------- |
| Guld                                                                                           | Mads Christian Kruse Andersen Eskild Ebbesen Thomas Ebert Morten Jørgensen                     | 2008 Beijing                                                                                   | Roning                                                                                         | Letvægtsfirer mænd                                                                             |
| Guld                                                                                           | Martin Kirketerp Jonas Warrer                                                                  | 2008 Beijing                                                                                   | Sejlsport                                                                                      | 49er                                                                                           |
| Sølv                                                                                           | Casper Jørgensen Jens-Erik Madsen Michael Mørkøv Alex Nicki Rasmussen Michael Færk Christensen | 2008 Beijing                                                                                   | Cykling                                                                                        | Holdforfølgelsesløb, mænd                                                                      |
| Sølv                                                                                           | Kim Wraae Knudsen René Holten Poulsen                                                          | 2008 Beijing                                                                                   | Kano og kajak                                                                                  | K-2 1000 meter, mænd                                                                           |
| Bronze                                                                                         | Andreas Helgstrand Nathalie zu Sayn-Wittgenstein Anne van Olst                                 | 2008 Beijing                                                                                   | Hestesport                                                                                     | Hold dressur                                                                                   |
| Bronze                                                                                         | Lotte Friis                                                                                    | 2008 Beijing                                                                                   | Svømning                                                                                       | 800 meter fri, kvinder                                                                         |
| Bronze                                                                                         | Rasmus Quist Mads Reinholdt Rasmussen                                                          | 2008 Beijing                                                                                   | Roning                                                                                         | Letvægtsdobbeltsculler mænd                                                                    |

### Sommer-OL i Athen 2004
| Danske medaljevindere ved sommer-OL i 2004 fordelt på medalje (karat), sportsgren og disciplin | Danske medaljevindere ved sommer-OL i 2004 fordelt på medalje (karat), sportsgren og disciplin | Danske medaljevindere ved sommer-OL i 2004 fordelt på medalje (karat), sportsgren og disciplin | Danske medaljevindere ved sommer-OL i 2004 fordelt på medalje (karat), sportsgren og disciplin | Danske medaljevindere ved sommer-OL i 2004 fordelt på medalje (karat), sportsgren og disciplin |
| Medalje                                                                                        | Navn | Lege                                                                                           | Sport                                                                                          | Disciplin                                                                                      |
| ---------------------------------------------------------------------------------------------- | --- | ---------------------------------------------------------------------------------------------- | ---------------------------------------------------------------------------------------------- | ---------------------------------------------------------------------------------------------- |
| Guld                                                                                           | Eskild Ebbesen Thomas Ebert Thor Kristensen Stephan Mølvig | 2004 Athen                                                                                     | Roning                                                                                         | Letvægtsfirer mænd                                                                             |
| Guld                                                                                           | Kvindehåndboldlandsholdet \| Kristine Andersen \| \| Karin Mortensen \| \| \| \| Karen Brødsgaard \| \| Louise Nørgaard \| \| \| \| Line Daugaard \| \| Rikke Schmidt \| \| \| \| Katrine Fruelund \| \| Rikke Skov \| \| \| \| Trine Jensen \| \| Camilla Thomsen \| \| \| \| Rikke Jørgensen \| \| Josephine Touray \| \| \| \| Lotte Kiærskou \| \| Mette Vestergaard \| \| \| \| Henriette Mikkelsen \| \| \| \| \| | 2004 Athen                                                                                     | Håndbold                                                                                       | Håndbold, kvinder                                                                              |
| Sølv                                                                                           | Joachim Olsen | 2004 Athen                                                                                     | Atletik                                                                                        | Kuglestød                                                                                      |
| Bronze                                                                                         | Jens Eriksen Mette Schjoldager | 2004 Athen                                                                                     | Badminton                                                                                      | Mix double                                                                                     |
| Bronze                                                                                         | Dorte O. Jensen Helle Jespersen Christina Otzen | 2004 Athen                                                                                     | Sejlsport                                                                                      | Kvindernes ynglingeklasse                                                                      |
| Bronze                                                                                         | Michael Maze Finn Tugwell | 2004 Athen                                                                                     | Bordtennis                                                                                     | Herredouble                                                                                    |
| Bronze                                                                                         | Signe Livbjerg | 2004 Athen                                                                                     | Sejlsport                                                                                      | Kvindernes Europaklasse                                                                        |
| Bronze                                                                                         | Wilson Kipketer | 2004 Athen                                                                                     | Atletik                                                                                        | Mændenes 800 meter løb                                                                         |
| Kristine Andersen                                                                              | | Karin Mortensen                                                                                |                                                                                                |                                                                                                |
| Karen Brødsgaard                                                                               | | Louise Nørgaard                                                                                |                                                                                                |                                                                                                |
| Line Daugaard                                                                                  | | Rikke Schmidt                                                                                  |                                                                                                |                                                                                                |
| Katrine Fruelund                                                                               | | Rikke Skov                                                                                     |                                                                                                |                                                                                                |
| Trine Jensen                                                                                   | | Camilla Thomsen                                                                                |                                                                                                |                                                                                                |
| Rikke Jørgensen                                                                                | | Josephine Touray                                                                               |                                                                                                |                                                                                                |
| Lotte Kiærskou                                                                                 | | Mette Vestergaard                                                                              |                                                                                                |                                                                                                |
| Henriette Mikkelsen                                                                            | |                                                                                                |                                                                                                |                                                                                                |

## Danske sportsudøvere med flest medaljer
Nedenfor ses en oversigt over de danske sportsudøvere, der har vundet flest medaljer ved sommer-OL, olympiske mellemlege og vinter-OL i perioden 1896-2020. 
Der er to kriterier, der skal være opfyldt for at de er kommet på listen: i)  den pågældende sportsudøver skal som minimum have vundet én guldmedalje og ii) mindst tre medaljer i alt. Det er der i alt 21 sportsudøvere og hold, der har gjort (2024). 
I oversigten er sportsudøverne rangeret efter antal vundne guldmedaljer, sølvmedaljer og bronzemedaljer. Det fremgår herudover af oversigten, i hvilken sportsgren de har vundet medalje, perioden (årstal) indenfor hvilken, de har vundet medaljer, antal lege de har deltaget i i perioden samt det totale antal vundne medaljer.
| Danske sportsudøvere med flest medaljer ved sommer-OL, olympisk mellemlege og vinter-OL (1896-2020) fordelt på sportsgren, periode (årstal) antal OL, antal medaljer af en given karat (guld, sølv, bronze) og total | Danske sportsudøvere med flest medaljer ved sommer-OL, olympisk mellemlege og vinter-OL (1896-2020) fordelt på sportsgren, periode (årstal) antal OL, antal medaljer af en given karat (guld, sølv, bronze) og total | Danske sportsudøvere med flest medaljer ved sommer-OL, olympisk mellemlege og vinter-OL (1896-2020) fordelt på sportsgren, periode (årstal) antal OL, antal medaljer af en given karat (guld, sølv, bronze) og total | Danske sportsudøvere med flest medaljer ved sommer-OL, olympisk mellemlege og vinter-OL (1896-2020) fordelt på sportsgren, periode (årstal) antal OL, antal medaljer af en given karat (guld, sølv, bronze) og total | Danske sportsudøvere med flest medaljer ved sommer-OL, olympisk mellemlege og vinter-OL (1896-2020) fordelt på sportsgren, periode (årstal) antal OL, antal medaljer af en given karat (guld, sølv, bronze) og total | Danske sportsudøvere med flest medaljer ved sommer-OL, olympisk mellemlege og vinter-OL (1896-2020) fordelt på sportsgren, periode (årstal) antal OL, antal medaljer af en given karat (guld, sølv, bronze) og total | Danske sportsudøvere med flest medaljer ved sommer-OL, olympisk mellemlege og vinter-OL (1896-2020) fordelt på sportsgren, periode (årstal) antal OL, antal medaljer af en given karat (guld, sølv, bronze) og total | Danske sportsudøvere med flest medaljer ved sommer-OL, olympisk mellemlege og vinter-OL (1896-2020) fordelt på sportsgren, periode (årstal) antal OL, antal medaljer af en given karat (guld, sølv, bronze) og total | Danske sportsudøvere med flest medaljer ved sommer-OL, olympisk mellemlege og vinter-OL (1896-2020) fordelt på sportsgren, periode (årstal) antal OL, antal medaljer af en given karat (guld, sølv, bronze) og total |
| Nr. | Navn(e) | Sport | Periode (årstal) | Antal OL | Guld | Sølv | Bronze | Total |
| --- | --- | --- | --- | --- | --- | --- | --- | --- |
| 1 | Paul Elvstrøm | Sejlsport | 1948–1988 | 8 | 4 | 0 | 0 | 4 |
| 2 | Eskild Ebbesen | Roning | 1996–2012 | 5 | 3 | 0 | 2 | 5 |
| 3 | Danmarks håndboldlandshold (damer) | Håndbold | 1996-2012 | 4 | 3 | 0 | 0 | 3 |
| 4 | Lars Jørgen Madsen | Skydning | 1900–1924 | 5 | 2 | 2 | 1 | 5 |
| 5 | Lasse Norman Hansen | Cykling | 2012-2020 | 3 | 2 | 1 | 2 | 5 |
| 6 | Henry Hansen | Cykling | 1928–1932 | 2 | 2 | 1 | 0 | 3 |
| 7 | Søren Marinus Jensen | Brydning | 1906-1912 | 2+(1) | (2) | 0 | 2 | 4 |
| 8 | Jesper Bank | Sejlsport | 1984–2000 | 4 | 2 | 0 | 1 | 3 |
| 8 | Thomas Ebert | Roning | 2000-2008 | 3 | 2 | 0 | 1 | 3 |
| 8 | Viktor Axelsen | Badminton | 2016-2024 | 3 | 2 | 0 | 1 | 3 |
| 11 | Danmarks gymnastikhold | Gymnastik | 1906-1920 | 2+(1) | 1 | 2+(1) | 1 | 5 |
| 12 | Det danske herrefodboldlandshold | Fodbold | 1906-1960 | 4+(1) | (1) | 3 | 1 | 5 |
| 13 | Anders Peter Nielsen | Skydning | 1900-1920 | 4 | 1 | 3 | 0 | 4 |
| 14 | Karen Margrethe Harup | Svømning | 1948 | 1 | 1 | 2 | 0 | 3 |
| 15 | Viggo Jensen | Vægtløftning | 1896–1900 | 2 | 1 | 1 | 1 | 3 |
| 15 | Willy Falck Hansen | Cykling | 1924–1928 | 2 | 1 | 1 | 1 | 3 |
| 15 | Ole Berntsen | Sejlsport | 1948–1964 | 4 | 1 | 1 | 1 | 3 |
| 15 | Niels Fredborg | Cykling | 1964–1972 | 4 | 1 | 1 | 1 | 3 |
| 15 | Michael Mørkøv | Cykling | 2008-2024 | 3 | 1 | 1 | 1 | 3 |
| 20 | Erik Hansen | Kajak | 1960–1972 | 4 | 1 | 0 | 2 | 3 |
| 21 | Pernille Blume | Svømning | 2016–2020 | 2 | 1 | 0 | 2 | 3 |
| Note: Idet medaljer vundet ved det olympiske mellemlege i 1906 ikke er anerkendt af Den Internationale Olympiske Komité (IOC), er sportsudøvernes resultater herfra sat i parentes.                                  | | | | | | | | |